# Eleição municipal de Porto Seguro em 2016
A eleição municipal de Porto Seguro em 2016 foi realizada para eleger um prefeito, um vice-prefeito e 17 vereadores no município de Porto Seguro, no estado brasileiro da Bahia. Foram eleitos  Claudia Silva Santos Oliveira como prefeita e  para o cargo de vice-prefeito Humberto Adolfo Gattas Nascif Fonseca Nascimento. Seguindo a Constituição, os candidatos são eleitos para um mandato de quatro anos a se iniciar em 1º de janeiro de 2017. A decisão para os cargos da administração municipal, segundo o Tribunal Superior Eleitoral, contou com 87 438 eleitores aptos e 19 631 abstenções, de forma que 22.45% do eleitorado não compareceu às urnas naquele turno.

## Antecedentes
Os antecedentes polêmicos do Movimento Democrático Brasileiro (MDB, antigo PMDB) com a ex-prefeitura de Ubaldino Júnior podem explicar a razão das derrotas consecutivas do partido durante os pleitos municipais na região. Eleito prefeito no ano de 2000, Ubaldino Júnior, foi afastado do cargo pelo Tribunal Regional Federal (TRF) em dezembro de 2003 devido à acusações de corrupção. Ubaldino foi denunciado por ter desviado cerca de 50 milhões de reais de verbas federais destinadas à educação, saúde e merenda pública. Nas eleições de 2008 criou-se uma polêmica ao redor do anúncio de sua recandidatura, que segundo alguns de seus adversários políticos deveria ser cassada em detrimento de suas complicações com a Câmara Municipal, Tribunal de Contas da União e Tribunal de Contas dos Municípios. Segundo uma pesquisa realizada pelo IBOPE em 28 e 30 de agosto de 2008, com 406 eleitores, o candidato PMDBista, Ubaldino Júnior apresentava 47% das intenções de voto.  Ainda em 2008 Ubaldino Júnior tornou-se inelegível, uma decisão do  Juiz Eleitoral Otaviano Andrade, para substituir sua candidatura Ubaldino Júnior colocou o seu primo Cristiano Pinto para concorrer em nome do PMDB, mas foi derrotado. No ano seguinte em 2009 Ubaldino foi condenado à dois anos em regime semiaberto por  estar envolvido em outro escândalo de corrupção, desta vez denunciado por ter desviado mais de 43 milhões de reais que deveriam ter sido encaminhados ao Instituto Nacional de Seguridade Social (INSS). Ubaldino assumiu a presidência do partido e passou a indicar seu irmão, o empresário Lucio Caires Pinto como o principal candidato à prefeitura de Porto Seguro. 

## Campanha
Pela segunda vez consecutiva os candidatos Claudia Silva Santos Oliveira (PSD) e Lucas Caires Pinto (MDB) se enfrentam pela prefeitura da cidade de Porto Seguro, BA. No ano de 2012 a candidata do PSD conquistou o cargo por uma diferença de 3.382 votos . Nas eleições de 2016 a Lucio Caires Pinto terminou em segundo lugar novamente, Claudia Silva Santos Oliveira se reelegeu com uma diferença de 7.932 votos. 
Polêmica durante a entrega do Minha Casa Minha Vida em 2016
No dia 27 de setembro, o ex-prefeito Ubaldino Júnior foi vaiado pelo público presente na cerimônia de entrega de casas do programa Minha Casa Minha Vida. Em meio à campanha das eleições municipais, foi repreendido verbalmente e alguns presentes no local atiraram pães no representante do Movimento Democrático Brasileiro, fazendo menção à um dos casos de corrupção mais conhecidos de Ubaldino Júnior. O ex-prefeito contratou uma empresa fornecedora de pães que se localizava há 700 quilômetros de distância de Salvador e desviou a verba de merendas escolares.  

## Resultados

### Eleição municipal de Porto Seguro em 2016 para Prefeito
A eleição para prefeito contou com 4 candidatos em 2016: Claudia Silva Santos Oliveira do Partido Social Democrático (PSD), Lucio Caires Pinto do Movimento Democrático Brasileiro (MDB), Roberta Nunes Caires  (PPS), Francisco Eduardo Torres Cancela do Partido Socialismo e Liberdade (PSOL) que obtiveram, respectivamente, 29 198, 21 266, 6 496, 4 908 votos. O Tribunal Superior Eleitoral também contabilizou 22.45% de abstenções nesse turno.
| Candidato(a)                            | Vice                                             | Coligação                               | Votos recebidos | Percentual |
| --------------------------------------- | ------------------------------------------------ | --------------------------------------- | --------------- | ---------- |
| Claudia Silva Santos Oliveira (PSD)     | Humberto Adolfo Gattas Nascif Fonseca Nascimento | A Força do Trabalho                     | 29198           | 47.19%     |
| Lucio Caires Pinto (MDB)                | Danilo Silva Barbosa                             | Agora é Porto                           | 21266           | 34.37%     |
| Roberta Nunes Caires (PPS)              | Alcyone Gilberto de Brito Vieira                 | Muda Porto                              | 6496            | 10.5%      |
| Francisco Eduardo Torres Cancela (PSOL) | Heitor Carlos de Siqueira Ferreira Junior        | Ocupar a Política, Transformar a Cidade | 4908            | 7.93%      |

### Eleição municipal de Porto Seguro em 2016 para Vereador
Na decisão para o cargo de vereador na eleição municipal de 2016, foram eleitos 17 vereadores com um total de 64 165 votos válidos. O Tribunal Superior Eleitoral contabilizou 1 402 votos em branco e 2 240 votos nulos. De um total de 87 438 eleitores aptos, 19 631 (22.45%) não compareceram às urnas.
| Nome                           | Partido político                         | Coligação                                  | Votos recebidos | Percentual |
| ------------------------------ | ---------------------------------------- | ------------------------------------------ | --------------- | ---------- |
| Evanildo Santos Lage           | Movimento Democrático Brasileiro (MDB)   | Porto Seguro em Primeiro Lugar             | 2250            | 3.51%      |
| Evai Fonseca Brito             | Partido Humanista da Solidariedade (PHS) | Porto Avança Muito Mais!                   | 1383            | 2.16%      |
| Roberio Moura Gomes            | Partido Social Democrático (PSD)         | Porto Avança Muito Mais!                   | 1295            | 2.02%      |
| Aparecido dos Santos Viana     | Partido Social Democrático (PSD)         | Porto Avança Muito Mais!                   | 1242            | 1.94%      |
| Livia Cardoso Nascimento       | Partido Socialista Brasileiro (PSB)      | Porto Avança Muito Mais!                   | 1174            | 1.83%      |
| Ronildo Vinhas Alves           | Movimento Democrático Brasileiro (MDB)   | Porto Seguro em Primeiro Lugar             | 1118            | 1.74%      |
| Elio Brasil dos Santos         | Partido dos Trabalhadores (PT)           | Porto Avança Muito Mais!                   | 1107            | 1.73%      |
| Antonio Geraldo Ferreira Couto | Partido Humanista da Solidariedade (PHS) | Porto Avança Muito Mais!                   | 1007            | 1.57%      |
| Abimael Ferraz Gomes           | Partido Social Cristão (PSC)             | Mais Trabalho, Mais Mudanças!              | 893             | 1.39%      |
| Wilson dos Santos Machado      | Partido Social Cristão (PSC)             | Mais Trabalho, Mais Mudanças!              | 850             | 1.32%      |
| Lazaro Souza Lopes             | Partido Progressista (PP)                | Porto Seguro Avança Mais                   | 847             | 1.32%      |
| Renivaldo Braz Corrêa Filho    | Partido Verde (PV)                       | Mudança Necessária                         | 824             | 1.28%      |
| Robinson Leão Vinhas           | Partido Comunista do Brasil (PCdoB)      | Porto Seguro Avança Mais                   | 750             | 1.17%      |
| Ariana Fehlberg                | Partido da República (PR)                | Para Continuar Avançando!                  | 644             | 1%         |
| Helio Pinheiro de Araujo       | Partido Republicano Brasileiro (PRB)     | Porto Seguro Avança Mais                   | 632             | 0.98%      |
| Kempes Neville Simoes Rosa     | Partido Popular Socialista (PPS)         | Partido Popular Socialista (sem coligação) | 596             | 0.93%      |
| Rodrigo Borges de Souza        | Partido Verde (PV)                       | Mudança Necessária                         | 563             | 0.88%      |

## Análise
O Partido Social Democrático (PSD) elegeu novamente a prefeitura e vice-prefeitura de Porto Seguro. Nas eleições deste ano o partido foi o segundo a mais avançar no número de prefeituras conquistadas na região da Bahia. Nas últimas eleições, em 2012 o partido havia contabilizado um total de 70 prefeituras, o número aumentou para um total de 82 nas eleições do ano de 2016.